# 近针白蚁属
近针白蚁属（学名：Periaciculitermes）为白蚁科的一个属。

## 下属物种
本属包括以下物种：
- 勐仑近针白蚁 Periaciculitermes menglunensis Li, 1986